# Malouetia cuatrecasatis
Malouetia cuatrecasatis är en oleanderväxtart som beskrevs av R. E. Woodson. Malouetia cuatrecasatis ingår i släktet Malouetia och familjen oleanderväxter. Inga underarter finns listade i Catalogue of Life.